# PowerBook G4

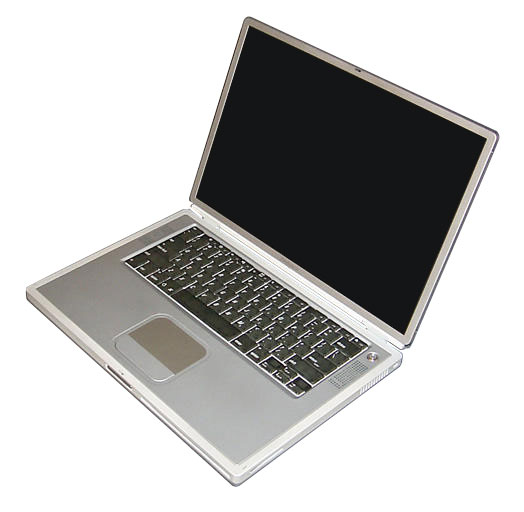
15" Titanium PowerBook G4

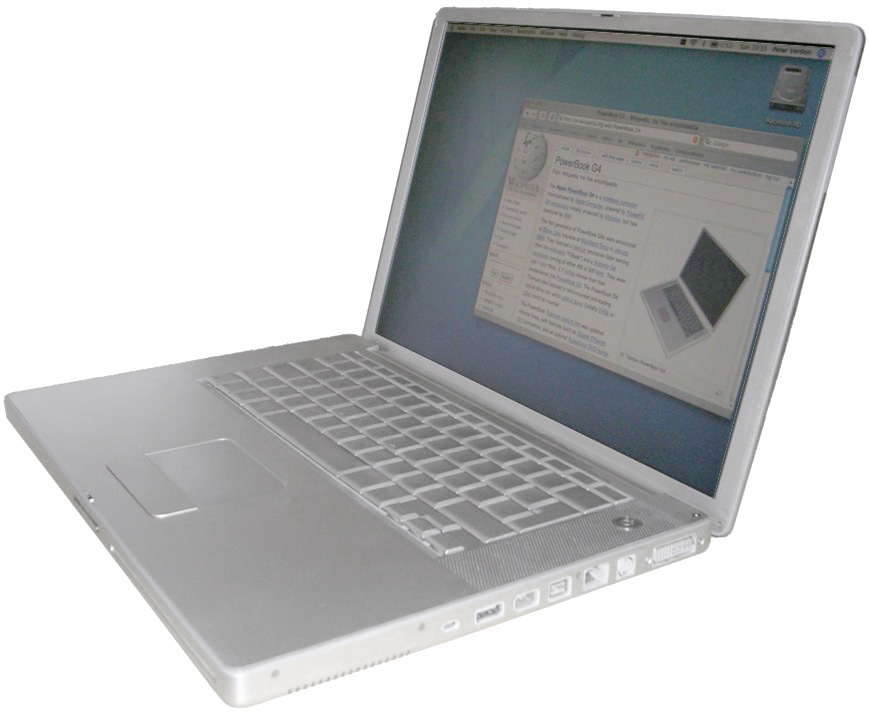
15" Aluminium PowerBook G4

PowerBook G4是由蘋果電腦所設計生產的筆記型電腦系列產品，使用PowerPC G4 中央處理器（原先是由摩托羅拉（Motorola）生產，現由IBM生產），本系列的所有產品現今都已停產。
第一代的 PowerBook G4 是在 2001年1月 MacWorld Conference & Expo 的演說中由史蒂夫·賈伯斯發表。特色是使用鈦金屬作為外殼材料（因此被稱為：“鈦書” ），搭載有 400 或 500 MHz Motorola的G4 處理器。PowerBook G4 的另一特色是有前置的（當時算是先進的）吸入式光碟機（ CD 或 DVD ）。
PowerBook 鈦書生產線更新了好幾次，像是 Gigabit Ethernet、DVI 接頭，以及可選購的 SuperDrive DVD 燒錄機。最後的改版在2002年11月推出，有 867 和 1000 MHz 兩種型號。
在2003年1月，蘋果電腦推出了新的 PowerBook G4 產品線，12和17吋螢幕大小的鋁質外殼。著名的是，姚明和威勒·特耶使用 12吋和17吋的型號。
於2003年9月16日在巴黎的Apple Expo，蘋果電腦增加了15吋的鋁製外殼的（後被稱為：鋁書） PowerBook G4筆記型電腦產品，並且小幅升級到 12 和 17 吋的型式。
最終的版本，是在2005年2月推出。包含有三種型號：12, 15 和 17 吋的螢幕大小（15 和 17吋顯示器是寬螢幕）的鋁質外殼機種。17吋的型號也是少量擁有如此大顯示器的少數筆記型電腦之一。17吋的型號天生就支援蘋果電腦的30吋Apple Cinema Display，對於 15吋機種是選購配備。PowerBook 的規格範圍從 1.5 GHz 到 1.67 GHz 中央處理器；512MB 到 2GB 的隨機存取記憶體；60 到 100GB 的 硬碟空間；nVidia 的 GeForce FX Go 5200 和 ATI Technologies Radeon 9700 Mobility 繪圖處理器（GPU），選購的 128 MB 顯示記憶體空間和 Dual-Link DVI，以及多種其他特色。
鈦殼的 PowerBook G4 可以執行 Mac OS 9 或是 Mac OS X 作業系統，而鋁殼的 PowerBook G4 只能一開始就執行 Mac OS X。兩種系列的機器都可以在 Mac OS X 環境下用Classic Mode來執行 Mac OS 9 的程式。
最終型號的 PowerBook G4 包含更新的觸控板驅動程式，可以在任何視窗下使用垂直捲動（例如，Safari瀏覽器，或是 Finder。在板上使用兩跟手指頭而不是一般的單一手指）。這種經常需要的特色，也有第三方廠商提供的觸控板驅動程式（Sidetrack（页面存档备份，存于））可以把類似的能力加入到標準的 PowerBook 和 iBook上。Sidetrack 驅動程式把觸控板分為兩個不同的區域來作不同的事情；左手方向邊緣的動作可以捲動，中間當作一般滑鼠使用等等，都可以在喜好設定裡面由使用者自行調整。另外一種工具稱為 iScroll 2，可以在舊的型號上也有觸控板支援的機器"啟動"兩指捲動功能。

## 历史

### Titanium PowerBook G4
新一代的Titanium PowerBook G4成为当时市场上最轻薄的全功能笔记本电脑。它最先配置了宽屏显示器，屏幕大而漂亮，特别适合高端专业软件的运行，因为这些软件在使用过程中，通常会需要许多调色窗口。但是，在生产制造方面，这又成了一个难题。另外，新的PowerBook还用一个塑料衬垫将钛制外壳分隔开来。复杂的内部框架，加上几个加固板，使整个机器的风格显得十分硬朗
仅在6周之内，乔纳森的团队就拿出了一个基本想法，之后苦干数月来攻克细节问题。PowerBook以显示屏上灵巧的锁闩为特色，合上盖子的时候锁闩会从内侧往下滑动，它像被施了魔法似的突然出现在用户面前，让用户眼前一亮。新用户会着迷地对盖子不断开合，只为了欣赏锁闩出现和消失的瞬间。
锁闩是指在PowerBook的主板上安放一小块磁铁，磁铁能把锁闩从盖子上的夹缝中吸出来。磁铁将被巧妙地运用在后续产品中，这种装置因此也预示着未来产品的到来，比如iPad 2。iPad 2中有一个带有磁性的Smart Cover智能保护盖，盖子一打开iPad 2就能启动；合上后就进入休眠状态。后来的一款采用纯平显示器的铝制iMac甚至是用磁铁连结显示屏，所以很容易就能看到其内部构造。